# امیک اوکافور
امیک اوکافور (انگلیسی: Emeka Okafor ‎i‎//‎؛ زاده ۲۸ سپتامبر ۱۹۸۲) یک بازیکن بسکتبال اهل ایالات متحده آمریکا است.